# Polygonatum acuminatifolium
Polygonatum acuminatifolium là một loài thực vật có hoa trong họ Măng tây. Loài này được Kom. miêu tả khoa học đầu tiên năm 1916.